# Signe Bruun
Signe Bruun (Randers, 1998. április 2. –) dán női válogatott labdarúgó, a Manchester United csapatának támadója.

## Pályafutása

### Klubcsapatokban
Az IK Skovbakkennél kezdte karrierjét, majd a Fortuna Hjørring együttesénél eltöltött négy szezonja alatt két bajnoki címet és egy kupagyőzelmet szerzett.
2018 szeptemberében igazolt a francia Paris Saint-Germain csapatához.
A francia fővárosban nem sikerült az áttörés és általában csereként léphetett pályára. Két és fél év után a rivális Lyon színeibe öltözött.
Lyonban fantasztikus formában kezdte szezonját és első meccsén mesterhármassal tette le védjegyét. Következő mérkőzésein sem fukarkodott találataival, azonban a klasszis támadókkal rotáló OL-nél egyre kevesebb lehetőséggel élhetett, így 2022 januárjában kölcsönszerződést kötött a Manchester United gárdájával. 

### A válogatottban
2017. október 24-én Horvátország ellen mutatkozott be a válogatottban, ahol Nadia Nadim cseréjeként lépett pályára a 92. percben. A meccsen eltöltött két perc alatt megszerezte első válogatott találatát.

## Statisztikái

### A válogatottban
2021. október 26-al bezárólag
| Válogatott | Szezon   | Mérk. | Gól |
| ---------- | -------- | ----- | --- |
| Dánia      |          |       |     |
| 2017       | 1        | 1     |     |
| 2018       | 1        | 0     |     |
| 2019       | 6        | 0     |     |
| 2020       | 4        | 1     |     |
| 2021       | 7        | 12    |     |
| Összesen   | Összesen | 19    | 14  |

| Dánia színeiben szerzett góljai | Dánia színeiben szerzett góljai | Dánia színeiben szerzett góljai | Dánia színeiben szerzett góljai | Dánia színeiben szerzett góljai | Dánia színeiben szerzett góljai | Dánia színeiben szerzett góljai | Dánia színeiben szerzett góljai |
| ------------------------------- | ------------------------------- | ------------------------------- | ------------------------------- | ------------------------------- | ------------------------------- | ------------------------------- | ------------------------------- |
|                                 |                                 |                                 |                                 |                                 |                                 |                                 |                                 |
| Gól                             | Dátum                           | Helyszín                        | Ellenfél                        | Találat                         | Eredmény                        | Esemény                         | Forrás                          |
| 1                               | 2017. október 24.               | Zaprešić Stadion, Zaprešić      | Horvátország                    | 4–0                             | 4–0                             | 2019-es vb-selejtező            | [ 5 ]                           |
| 2                               | 2020. szeptember 22.            | Nemzeti Stadion, Attard         | Málta                           | 7–0                             | 8–0                             | 2022-es Eb-selejtező            | [ 6 ]                           |
| 3                               | 2021. szeptember 16.            | Energi Viborg Arena, Viborg     | Málta                           | 2–0                             | 7–0                             | 2023-as vb-selejtező            | [ 7 ]                           |
| 4                               | 2021. szeptember 16.            | Energi Viborg Arena, Viborg     | Málta                           | 5–0                             |                                 | 2023-as vb-selejtező            | [ 7 ]                           |
| 5                               | 2021. szeptember 21.            | ASK Arena, Baku                 | Azerbajdzsán                    | 1–0                             | 8–0                             | 2023-as vb-selejtező            | [ 8 ]                           |
| 6                               | 2021. szeptember 21.            | ASK Arena, Baku                 | Azerbajdzsán                    | 6–0                             |                                 | 2023-as vb-selejtező            | [ 8 ]                           |
| 7                               | 2021. október 21.               | Energi Viborg Arena, Viborg     | Bosznia-Hercegovina             | 1–0                             | 8–0                             | 2023-as vb-selejtező            | [ 9 ]                           |
| 8                               | 2021. október 21.               | Energi Viborg Arena, Viborg     | Bosznia-Hercegovina             | 2–0                             |                                 | 2023-as vb-selejtező            | [ 9 ]                           |
| 9                               | 2021. október 21.               | Energi Viborg Arena, Viborg     | Bosznia-Hercegovina             | 3–0                             |                                 | 2023-as vb-selejtező            | [ 9 ]                           |
| 10                              | 2021. október 21.               | Energi Viborg Arena, Viborg     | Bosznia-Hercegovina             | 4–0                             |                                 | 2023-as vb-selejtező            | [ 9 ]                           |
| 11                              | 2021. október 21.               | Energi Viborg Arena, Viborg     | Bosznia-Hercegovina             | 5–0                             |                                 | 2023-as vb-selejtező            | [ 9 ]                           |
| 12                              | 2021. október 26.               | Gradski Stadion, Podgorica      | Montenegró                      | 2–0                             | 5–1                             | 2023-as vb-selejtező            | [ 10 ]                          |
| 13                              | 2021. november 25.              | Bilino Polje Stadion, Zenica    | Bosznia-Hercegovina             | 2–0                             | 3–0                             | 2023-as vb-selejtező            | [ 11 ]                          |
| 14                              | 2021. november 30.              | Energi Viborg Arena, Viborg     | Oroszország                     | 1–0                             | 3–1                             | 2023-as vb-selejtező            | [ 12 ]                          |

## Sikerei, díjai

### Klubcsapatokban
Francia bajnok (1):
- Paris Saint-Germain (1): 2020-21

 Dán bajnok (2):
- Fortuna Hjørring (2): 2015–16, 2017–18

 Dán kupagyőztes (1): 
- Fortuna Hjørring (1): 2015–16

### Egyéni
Az év tehetsége (1): 2017